# Severo-Kuril'sk
Severo-Kuril'sk (anche traslitterata come Severo-Kurilsk; giapponese, Kashiwabara) è una cittadina dell'estremo oriente russo; amministrativamente compresa nell'Oblast' di Sachalin, è capoluogo del distretto di Severo-Kuril'skij.
La cittadina si trova nella parte settentrionale delle isole Curili (donde il nome, che significa all'incirca delle Curili settentrionali), sulla costa orientale dell'isola di Paramušir, e si affaccia sullo stretto Vtoroj Kuril'skij. Severo-Kuril'sk restò sotto l'Impero del Giappone negli anni dal 1875 al 1945.
Venne distrutta il 5 novembre 1952 da un maremoto che seguì un terremoto di magnitudo momento 9,0, venendo poi ricostruita in una zona più elevata.
Il 30 luglio 2025 la sua costa è stata inondata dallo tsunami conseguente al terremoto di magnitudo 8,8 in Kamchatka

## Società

### Evoluzione demografica
Fonte: mojgorod.ru
Come la quasi totalità delle località russe delle zone periferiche, anche Severo-Kuril'sk ha visto un forte declino negli anni susseguenti alla dissoluzione dell'Unione Sovietica; tale declino è ben esemplificato dall'andamento della popolazione, scesa da 5 180 abitanti nel 1989 alla metà nel 2002:
- 1959: 7.700
- 1979: 4.000
- 1989: 5.200
- 2002: 2.592
- 2006: 2.500
- 2015: 2.448

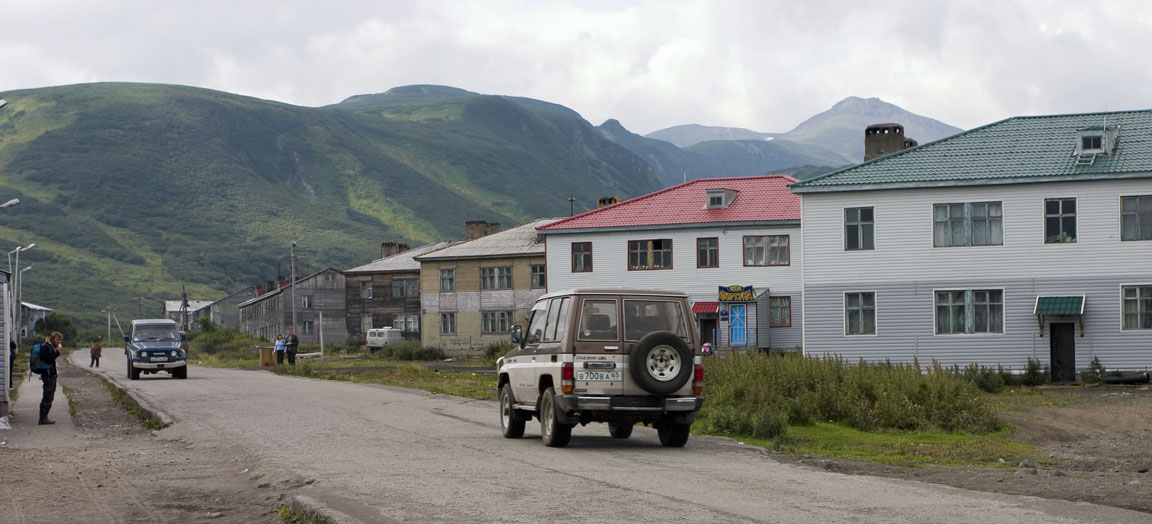
La via principale di Severo-Kuril'sk
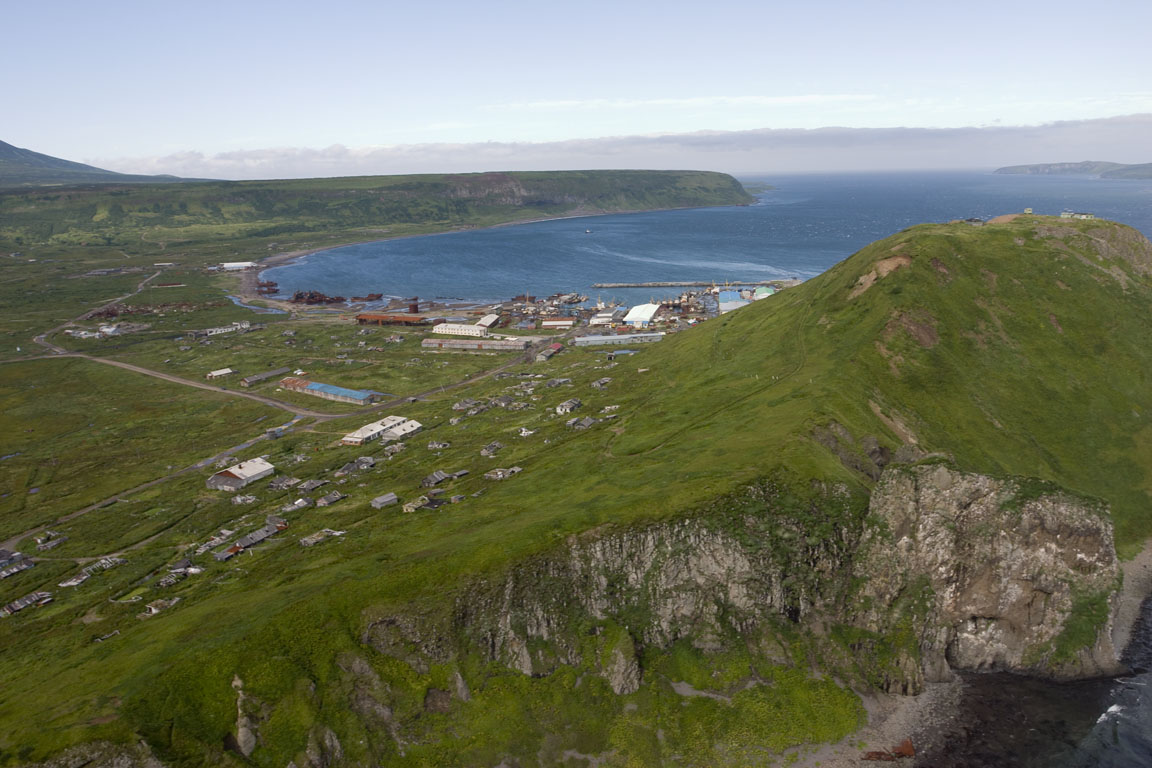
Veduta dall'area portuale della città

## Clima
| Severo-Kuril'sk (1991-2020) Fonte: | Mesi         | Mesi         | Mesi         | Mesi         | Mesi        | Mesi        | Mesi        | Mesi        | Mesi        | Mesi        | Mesi         | Mesi         | Stagioni | Stagioni | Stagioni | Stagioni | Anno  |
| Severo-Kuril'sk (1991-2020) Fonte: | Gen          | Feb          | Mar          | Apr          | Mag         | Giu         | Lug         | Ago         | Set         | Ott         | Nov          | Dic          | Inv      | Pri      | Est      | Aut      | Anno  |
| ---------------------------------- | ------------ | ------------ | ------------ | ------------ | ----------- | ----------- | ----------- | ----------- | ----------- | ----------- | ------------ | ------------ | -------- | -------- | -------- | -------- | ----- |
| T. max. media (°C)                 | −1,8         | −2,4         | −0,8         | 1,9          | 5,7         | 10,6        | 13,5        | 15,2        | 13,8        | 8,9         | 3,4          | −0,5         | −1,6     | 2,3      | 13,1     | 8,7      | 5,6   |
| T. media (°C)                      | −3,7         | −4,4         | −3,0         | −0,3         | 2,9         | 6,9         | 10,0        | 11,7        | 10,6        | 6,3         | 1,3          | −2,4         | −3,5     | −0,1     | 9,5      | 6,1      | 3,0   |
| T. min. media (°C)                 | −5,6         | −6,4         | −5,0         | −2,1         | 0,8         | 4,2         | 7,5         | 9,1         | 7,8         | 3,8         | −0,8         | −4,5         | −5,5     | −2,1     | 6,9      | 3,6      | 0,7   |
| T. max. assoluta (°C)              | 6,0 (1976)   | 6,0 (1992)   | 9,2 (2018)   | 14,6 (2014)  | 19,7 (2018) | 24,3 (2009) | 26,5 (2021) | 25,1 (1999) | 23,1 (2012) | 17,8 (2020) | 12,2 (2003)  | 7,0 (2010)   | 7,0      | 19,7     | 26,5     | 23,1     | 26,5  |
| T. min. assoluta (°C)              | −22,0 (1979) | −18,9 (1951) | −17,6 (2001) | −10,7 (1987) | −6,0 (1980) | −1,9 (1996) | 1,6 (1985)  | 2,0 (1992)  | −1,0 (1980) | −4,0 (2006) | −12,2 (1949) | −16,1 (1949) | −22,0    | −17,6    | −1,9     | −12,2    | −22,0 |
| Nuvolosità (okta al giorno)        | 8,0          | 8,2          | 8,0          | 7,8          | 7,6         | 6,9         | 7,6         | 7,3         | 6,8         | 7,3         | 7,9          | 8,2          | 8,1      | 7,8      | 7,3      | 7,3      | 7,6   |
| Precipitazioni (mm)                | 126          | 137          | 152          | 116          | 113         | 143         | 160         | 163         | 183         | 246         | 253          | 185          | 448      | 381      | 466      | 682      | 1 977 |
| Giorni di pioggia                  | 1,0          | 0,3          | 1,0          | 7,0          | 16,0        | 17,0        | 18,0        | 20,0        | 22,0        | 25,0        | 12,0         | 4,0          | 5,3      | 24,0     | 55,0     | 59,0     | 143,3 |
| Nevicate (cm)                      | 64           | 86           | 103          | 98           | 27          | 0           | 0           | 0           | 0           | 0           | 10           | 35           | 185      | 228      | 0        | 10       | 423   |
| Giorni di neve                     | 30,0         | 30,0         | 29,0         | 24,0         | 11,0        | 1,0         | 0,2         | 0,1         | 0,2         | 6,0         | 24,0         | 30,0         | 90,0     | 64,0     | 1,3      | 30,2     | 185,5 |
| Giorni di nebbia                   | 0,1          | 0,1          | 0,0          | 3,0          | 9,0         | 16,0        | 18,0        | 14,0        | 7,0         | 2,0         | 1,0          | 0,1          | 0,3      | 12,0     | 48,0     | 10,0     | 70,3  |
| Umidità relativa media (%)         | 75           | 77           | 77           | 79           | 82          | 85          | 89          | 87          | 80          | 76          | 74           | 74           | 75,3     | 79,3     | 87       | 76,7     | 79,6  |
| Vento (direzione-m/s)              | N 4,8        | N 5,1        | N 5,0        | N 4,4        | SE 3,1      | SE 2,3      | SE 1,9      | SE 2,3      | W 3,1       | W 3,8       | W 4,3        | W 4,5        | 4,8      | 4,2      | 2,2      | 3,7      | 3,7   |